# Tage Rosenlind
Tage Vilhelm Rosenlind, född 6 april 1914 i Göteborgs Annedals församling, död 27 december 2007 i Vaksala församling i Uppsala län, var en svensk arkitekt. 
Efter examen från Göteborgs tekniska gymnasium 1935 utexaminerades Rosenlind från Chalmers tekniska högskola 1939. Han var anställd vid stadsarkitektkontoret i Ystad 1940–41, i Trelleborg 1941–42 och på arkitektkontor i Uppsala 1942–45. Han bedrev därefter egen arkitektverksamhet i Uppsala och var byggnadskonsulent i Bondkyrka, Vaksala och Järlåsa landskommuner samt blev stadsarkitekt i Öregrunds stad 1952.
Han gifte sig 1940 med Elsa Jacobsson och 1954 med Ingrid Rosenlind (född 1926).